# Eduard Bohn
Eduard Bohn (* 5. Februar 1804 in Saalfeld; † 23. Juni 1866 in Casekirchen) war Oberlehrer, Archidiaconus und Pfarrer in Saalfeld, Casekirchen und Vierzehnheiligen/Thüringen. Seine Eltern waren der Herzoglich Sächsische Hofkantor, Lehrer und Stadtkirchner Georg Christoph Bohn und Johanna Christiane Magdalena, geb. Weydermann (von der Neuen Mühle bei Saalfeld).
Während seines Studiums wurde er 1823 Mitglied der Jenaischen Burschenschaft.
Eduard Bohn verfasste und veröffentlichte zahlreiche poetische und geistliche Schriften und Werke. Bei einer Volksversammlung auf der Kapellendorfer Höhe am 24. März 1848 hielt er als Pfarrer von Vierzehnheiligen/Thüringen Die grosse Fastenpredigt, die von den Fürsten Gerechtigkeit für das Volk forderte. Diese Predigt wurde im Druck weit verbreitet.

## Teutschlands große Fastenpredigt im Jahre 1848
Im Jahre 1848 kam es auf dem Sperlingsberg zu einem „Zusammenlauf vieler Männer aus der Umgebung“. Die Pfarrchronik berichtet „von dem Volkserhebungsjahr 1848“ und darüber, „inwieweit die Gemeinden ... sich daran beteiligten.“ [BOHN 1858] In „einer großen Volksversammlung auf der Kapellendorfer Höhe“ am 24. März hielt der Pfarrer von Vierzehnheiligen „Teutschlands große Fastenpredigt im Jahre 1848 über Jesaias 58,5-8“. [Bohn 1848] Er rief den mehr als 1000 Versammelten zugewandt, „Gott der Gerechtigkeit, sieh dieses Volk in seinem kampfesmutigen Erwachen ... und führe es zurück zu seinem heiligen Rechten“. Dann wandte er sich an die Fürsten: „Das möge Euer Fasten sein, laßt los, welche Ihr in Unrecht gebunden, laßt ledig, welche Ihr beschwert, reißt weg alle Lasten, brecht dem Hunger das Brot und die so in Elend sind gebt ihnen Obdach und kleidet und speist sie, denn sie sind Eure Brüder ... Ein Gewitter von Abend her hat den heiligen Sturm über Teutschland gebracht ... und ein stürmisch Erwachen ist über unser Land kommen ... Konntet ihr nicht Väter des Volkes sein, werdet nicht seine Henker.“
Der Kampf war nicht ergebnislos. Im Großherzogtum Sachsen wurde das Gesetz über die Ablösung der grundherrlichen Rechte erlassen und eine Gemeindeordnung eingeführt. Pressefreiheit, Öffentlichkeit und Mündlichkeit der Rechtspflege wurden festgelegt, und 1851 trat ein Volksschulgesetz in Kraft.

## Veröffentlichungen
- Christlicher Meerestempel, Geisler/Bremen 1841.
- Christlicher Leidentempel, Fürst/Nordhausen 1844.
- Der Weg zum Heil, Voigt/Weimar 1844.
- Walhalla (Balladen), Fürst/Nordhausen 1846.
- Teutschlands große Fastenpredigt im Jahre 1848, Schreiber/Jena 1848.
- Der Pöllnitzstein bei Saalfeld, Teubner/Apolda 1853.
- Vierzehnheiligen in Thüringen : ein Beitrag zu der Landeskunde des Herzogthums Sachsen-Meiningen, Teubner/Apolda 1858.